# Thúry Éva
Thúry Éva (gyakran tévesen Thury) (Nemesszalók, 1929. szeptember 13. –) magyar színésznő, operettszubrett. Szirtes György színházi gazdasági vezető felesége, Szirtes Gábor színművész édesanyja.

## Élete
Családjával még kisgyermekként került Budapestre. Korán döntött a színi pálya mellett. 1945–46-ban Rózsahegyi Kálmán iskolájának volt növendéke. Egy vizsgaelőadásról szerződtették vidékre, ahol három évadon át mostoha körülmények között játszott. Az 1949–50-es évadtól Rátkai Márton ajánlásával lett a Fővárosi Operettszínház sokat foglalkoztatott szubrettje. Stázi volt Szinetár Miklós legendás 1954-es Csárdáskirálynő-rendezésében. A társulattól 1960-ban, Fényes Szabolcs igazgatói működésének végén vált meg. Pályája a Vidám Színpadon folytatódott, ahol még nyugdíjazása után is évekig játszott.

## Szerepei
- Dobozy Imre–Boross Elemér: Váci utca – Kató
- Farkas Ferenc: Vők iskolája – Olga
- Fényes Szabolcs: Két szerelem – Zsóri Vera
- Peter Hacks: Polly Amerikában – 1. örömlány
- Hajdu Júlia–Kertész Imre: Doktorkisasszony – Manci
- Heltai Jenő: Naftalin – Milka
- Horváth Jenő–Abay Pál: Szeress belém – Dódi
- Hunyady Sándor: Lovagias ügy – Mindenes
- Kállai István: Titkárnők lázadása – Cica
- Kálmán Imre: A monmartre-i ibolya – Kifutólány
- Kálmán Imre: A csárdáskirálynő – Stázi
- Kerekes János: Palotaszálló – Borika
- Kerekes János: Állami Áruház – [A kalauz] menyasszonya
- Kerekes János: Kard és szerelem – Juana
- Joszif Naumovics Kovnyer: Álruhás kisasszony – Zizi
- Kövesdi Nagy Lajos: Szegény kis betörő – Juci
- Lehár Ferenc: Luxemburg grófja – Coralie; Juliette
- Jurij Szergejevics Miljutyin: Nyugtalan boldogság – Nina
- Jacques Offenbach: Orfeusz az alvilágban – Postás angyal
- Jacques Offenbach: A gerolsteini nagyhercegnő – Titkárnő
- Jean Poiret: Kellemes húsvéti ünnepeket! – Walterné
- Polgár Tibor: Egy amerikai Londonban – Anny
- Rejtő Jenő–Ungvári Tamás: Aki mer, az nyer – Bella
- Sárközy István: Pettyes – Annus
- Eugène Scribe: Vihar egy pohár vízben – Udvarhölgy
- Neil Simon: A napsugár fiúk – Ápolónő
- Johann Strauss d. J.–Obernyik Károly: Bécsi diákok – Kiszolgálólány
- Szántó Armand–Szécsén Mihály: Két férfi az ágy alatt – Lizaveta
- Kurt Weill: Happy end – Jackie
- Zágon István: Hyppolit, a lakáj – Terka

### Kabaréösszeállítások
- Latabár Kálmán vidám estje (1954)
- Mindent egy helyen (1960)
- Fiatalok és öregek (1961)
- Már egyszer tetszett (1961)
- Budapest 11 óra (1961)
- Bohózat-album (1962)
- Vigyázat, utánozzák! (1962)
- Vidám kínpad (1962)
- Kimegyünk az életbe (1963)
- Nem politizálunk! (1963)
- Nem félünk a tv-től (1963)
- Róna Tibor: Több nyelven beszélünk (1964)
- Ez van! (1964)
- Ez van nyáron (1964)
- Róna Tibor: Kicsi vagy kocsi? Népesedési kabaré (1965)
- Nehéz a választás (1965)
- Made in Hungary (1966)
- És mi ebből a tanulság? (1966)
- Álom az államban (1967)
- Húszon innen – tízen túl (1967)
- Róna Tibor–Litványi Károly–Romhányi József: És mi lesz holnap? (1970)
- Pénz beszél (1971)
- Kiskapu (1972)
- Mesebeszéd (1974)
- Él még a kabaré?! (1975)
- Lehetünk őszinték? (1976)
- Észnél legyünk! (1977)
- Micsoda cirkusz (1978)
- Dobogón vagyunk (1979)
- Meddig lehet elmenni? (1981)
- Szovjet kabaré (1982)
- Romhányi József: A rímfaragó (1984)
- Ki van odafenn? (1986)

## Filmjei
- Színészek a porondon (1963, tv)
- Háry János (1965)
- Csárdáskirálynő (1971, nyugatnémet–osztrák–magyar)
- Maya (1979, tv)
- Két férfi az ágy alatt (1983, tv)
- Az áldozat visszatér (1984, tv)